# Fritz Junginger
Fritz Junginger (* 10. Februar 1936 in Kaufbeuren) ist ein deutscher Bibliothekar, er war von 1992 bis 2000 Leitender Bibliotheksdirektor der Universitätsbibliothek der LMU München.

## Leben und Wirken
Fritz Junginger studierte Geschichte, Germanistik, Geographie und Philosophie an der Universität München. Nach seinem Staatsexamen für den höheren Schuldienst 1960 promovierte er dort 1963. Als Bibliotheksreferendar an der Bayerischen Staatsbibliothek trat er 1962 in die Ausbildung für den höheren Bibliotheksdienst ein und legte die Fachprüfung hierfür 1964 an der Bayerischen Bibliotheksschule ab. Von 1964 bis 1970 war er dann als wissenschaftlicher Bibliothekar an der Universitätsbibliothek München tätig, anschließend wechselte er an die Bayerische Staatsbibliothek. Dort wurde er 1975 zum Leitenden Bibliotheksdirektor ernannt. Von 1992 bis zum Eintritt in den Ruhestand im Jahre 2000 leitete er als Direktor die Universitätsbibliothek der LMU München; sein Nachfolger wurde Günter Heischmann.  
In seinen Veröffentlichungen beschäftigte sich Junginger vor allem mit Fragen der Katalogisierung in wissenschaftlichen Bibliotheken. Besonders verbunden ist sein Name mit dem Regelwerk für die Schlagwortkatalogisierung (RSWK). 

## Veröffentlichungen
- Geschichte der Reichsstadt Kaufbeuren im 17. und 18. Jahrhundert. Schmidt, Neustadt a.d. Aisch 1965 (Dissertation Universität München).
- (Bearb.): Leonhard Rauwolf. Ein schwäbischer Arzt, Botaniker und Entdeckungsreisender des 16. Jahrhunderts (= Schwäbische Lebensläufe, Bd. 2). Heidenheimer Verlagsanstalt, Heidenheim 1969.
- (mit Ladislaus Buzás): Bavaria Latina. Lexikon der lateinischen geographischen Namen in Bayern. Reichert, Wiesbaden 1971, ISBN 3-920153-04-9.
- (mit Klaus Haller): Ansetzungen moderner Personennamen aus Staaten mit europäischen Sprachen, nach den "Regeln für die alphabetische Katalogisierung" (RAK) und Kurz-RAK (KRAK). In: Zeitschrift für Bibliothekswesen und Bibliographie, Bd. 22 (1975), S. 287–308.
- Die Stellung des Bibliothekars im Hochschulbereich und die Entwicklung der Besoldung im höheren Bibliotheksdienst. In: Hans-Peter Geh (Hrsg.): Organisation und Technik in Bibliotheken (= Zeitschrift für Bibliothekswesen und Bibliographie, Sonderhefte, Bd. 21). Klostermann, Frankfurt/M. 1975, S. 201–211.
- Zentrale und kooperative Katalogisierung ausländischer Neuerscheinungen bei Auswertung von Fremdleistungen. In: ders. (Hrsg.): Zentrale und kooperative Dienstleistungen im Bibliothekswesen (= Zeitschrift für Bibliothekswesen und Bibliographie, Sonderhefte, Bd. 22). Klostermann, Frankfurt/M. 1976, S. 43–56, ISBN 3-465-01181-3.
- Schlagwortregeln für wissenschaftliche und öffentliche Bibliotheken. In: Bibliotheksdienst, Bd. 14 (1980), S. 730–747.
- Die neuen Regeln für den Schlagwortkatalog. In: Jürgen Hering (Hrsg.): Bestände in wissenschaftlichen Bibliotheken. Erschließung und Erhaltung (= Zeitschrift für Bibliothekswesen und Bibliographie, Sonderhefte, Bd. 34). Klostermann, Frankfurt/M. 1982, S. 169–179, ISBN 3-465-01511-8.
- Die Eignung von PRECIS für deutsche Bibliotheken. In: Zeitschrift für Bibliothekswesen und Bibliographie, Bd. 31 (1984), S. 31–40.
- (Projektleitung und Red.): Regeln für den Schlagwortkatalog. RSWK. Deutsches Bibliotheksinstitut, Berlin 1986, ISBN 3-87068-359-7 (3. Aufl. 1998).
- Die Ausleihverbuchung der Bayerischen Staatlichen Bibliotheken mit BIAS. In: Bibliotheksforum Bayern, Bd. 18 (1990), S. 261–271.
- Automatische Ausleihverbuchung an der Universitätsbibliothek München. Einführung und Erfahrungen in der Praxis. In: Bibliotheksforum Bayern, Bd. 22 (1994), S. 346–357.
- Zusammenarbeit der bayerischen Bibliotheken im Bereich Benützung. In: Otto Weippert (Hrsg.): Schritte zur neuen Bibliothek. Rudolf Frankenberger zum Abschied aus dem Dienst. Saur, München 1998, S. 219–230, ISBN 3-598-11348-X.